# Louis-François Sueur
Pour les articles homonymes, voir Sueur.
Louis-François Sueur, né à Campigneulles-les-Petites le 22 mai 1841, et mort à Avignon le 7 octobre 1914 , est un archevêque d'Avignon du 30 mai 1896 au 12 septembre 1907.

## Biographie
D'abord professeur de philosophie et de mathématiques au Collège de Montreuil-sur-Mer, Louis-François Sueur devient professeur au grand séminaire d'Arras, où il est ordonné prêtre le 21 décembre 1867.
En 1892, il devient vicaire général du diocèse d'Arras et deux ans plus tard, accède à la dignité épiscopale par décret du 29 janvier 1894.
Après dix-huit mois de fonction en Normandie, il est nommé archevêque d'Avignon le 30 mai 1896. Le 4 décembre 1908, Il est nommé archevêque titulaire d'Hiérapolis-en-Phrygie (de) et le restera jusqu'à sa mort.

## Succession apostolique
Louis-François Sueur a ordonné les évêques suivants :
- Évêque Philippe Meunier (1898)

## Distinction
- Chevalier de la Légion d'honneur (28 juillet 1897)[5]